# Нагиши (Рязанская область)
Нагиши (Лебяжий Усад) — село в Скопинском районе Рязанской области.
Входит в состав Горловского сельского поселения.

## История

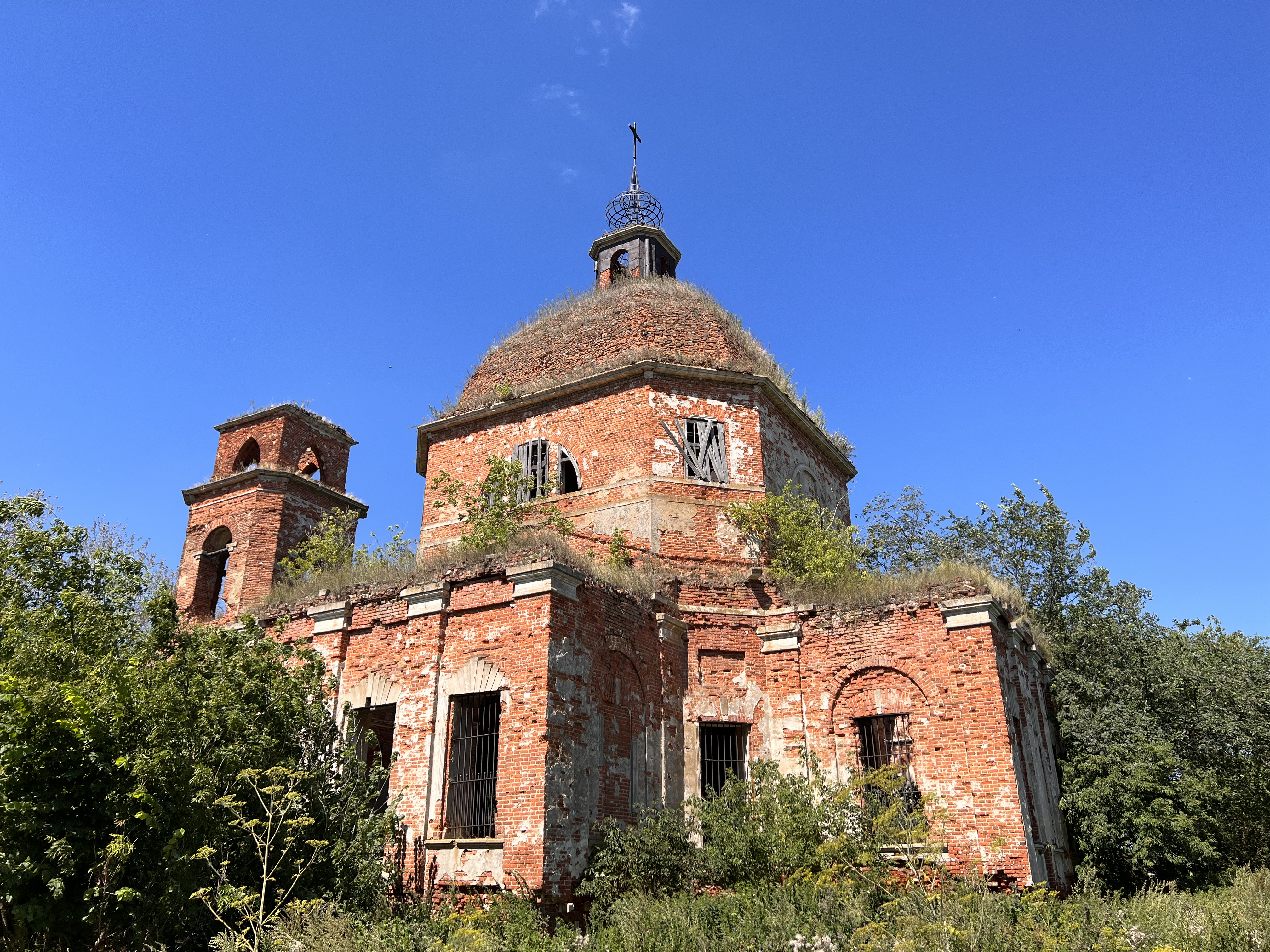
Воскресенская церковь в селе Нагиши

Возникновение села на современном месте условно датируется XVI — XVII веками. Его историческое название — «Лебяжий Усад, Нагиши тож». Согласно книге П. И. Малицкого «Приходы и церкви Тульской епархии» (Тула, 1895), «свое название это село получило от того, что в этой местности, некогда покрытой густыми лесами, водилось весьма много лебедей с одной стороны, а с другой стороны в лесу был притон разбойников, которые часто грабили путников, обирая их донага».
В 1671 году в пустошь Лебяжий Усад Епифанского уезда были привезены крестьяне из ярославской вотчины, а также беглые крестьяне из понизовых городов — всего 70 семей. Эти переселенцы посеяли «на князя Михаила Яковлевича Черкасского ржаной и яровой хлеб».
Нагиши со второй половины XVII века центр вотчин князей Черкасских. В начале XVIII века усадьбой владел князь М. Я. Черкасский (ум. 1712), женатый на княжне М. Н. Одоевской. Далее их дочь княжна А. М. Черкасская (1682-1737), вышедшая замуж за князя Н. И. Долгорукова. После их сын капитан, князь Н. С. Долгоруков (1725-1796), женатый на княжне В. О. Щербатовой (1732-18190. Затем сын последних отставной поручик лейб-гвардейского конного полка князь Н. С. Долгоруков (1768-1842), женатый на княжне Е. Г. Гагариной (1783-1861). В середине XIX века их сын князь Н. Н. Долгоруков (ум. после 1860), в начале XX века по родству усадьбой владел титулярный советник князь Д. А. Долгоруков (1825-1909), женатый на С. М. Милашевич (г/р 1847). Потом их племянник князь А. Н. Долгоруков (1872-1948), женатый на С. М. Устиновой.
С 1861 года в составе Нагишево-Орловской волости Епифанского уезда.
Сохранилась заброшенная церковь Воскресения 1837 года в стиле провинциального классицизма с чертами запоздалого барокко, построенная Н.С. Долгоруковым, вместо прежней деревянной.